# 5968 Трауґер
5968 Трауґер (5968 Trauger) — астероїд головного поясу, відкритий 17 березня 1991 року.
Тіссеранів параметр щодо Юпітера — 3,835.